# Jóhanna Sigurðardóttir
Jóhanna Sigurðardóttir (výslovnost: [jouːhanːa 'sɪːɣʏrðartouʰtɪr]IPA, /joúhanna sigürdartoutir/, v češtině uváděna přechýleně Sigurdardottirová či Sigurðardóttirová, * 4. října 1942 Reykjavík) je bývalá islandská premiérka.

## Život
Vystudovala obchodní školu v Reykjavíku a poté několik let pracovala jako letuška. Po svém vstupu do politiky se stala nejdéle sloužící poslankyní Althingu, do kterého byla poprvé zvolena již v roce 1987. Několikrát se stala členkou jeho prezídia. Od května 2007 do února 2009 zastávala funkci ministryně sociálních věcí za islandskou Sociálnědemokratickou stranu, ve které již působila v letech 1987–1994. V té době na sebe mj. upozornila tím, že odmítla služební limuzínu s řidičem a do práce jezdila svým vlastním starým vozem. Dne 1. února 2009 byla po rezignaci premiéra Geira Haardeho jmenována historicky první ženou v čele islandské vlády.
Otevřeně se hlásí ke své lesbické orientaci. Po manželství, ze kterého má dva dospělé syny a které skončilo rozvodem, žije delší dobu se spisovatelkou a dramatičkou Jónínou Leósdóttir. S tou také v roce 2002 uzavřela registrované partnerství. Jóhanna se tak stala první veřejně známou homosexuální premiérkou západního státu. 28. června 2010 vešel v platnost zákon povolující stejnopohlavní sňatky. Sigurðardóttir uzavřela v tento den se svou dosavadní partnerkou manželský svazek.